# Nothing Lasts Forever (Teenage Fanclub)
Nothing Lasts Forever è il dodicesimo album in studio della band scozzese Teenage Fanclub, pubblicato il 22 settembre 2023 attraverso PeMa in Europa e Merge Records in Nord America. Ha ricevuto recensioni positive dalla critica.

## Recensioni
Nothing Lasts Forever ha ricevuto un punteggio di 81 su 100 sull'aggregatore di recensioni Metacritic sulla base di sei recensioni di critici, indicando "il plauso universale". Classic Rock ha scritto che "potrebbe anche essere l'approssimazione più vicina fino ad ora di come suonavano effettivamente gli anni '60", e Uncut l'ha definito "ancora più impressionante" di Endless Arcade... David Pollock di Record Collector ha scoperto che "grandi emozioni continuano a essere catturate, apparentemente senza sforzo, sulla loro tela" poiché "i toni di scrittura country-rock di 'Tired of Being Alone' e 'Falling Into the Sun' sono ricchi ed espansivi" .
Adam Fink degli Exclaim! ha dichiarato che la band "suona ancora brillante, vivace e premurosa come sempre. Mentre il materiale sull'album è leggermente più introverso e più oscuro di quello che hanno fatto in precedenza, le armonie della band volano ancora alle stelle". Steven Johnson di MusicOMH ha scoperto che "segue un formato simile a Endless Arcade in quanto ha un numero uguale di canzoni di due cantautori rimasti, Norman Blake e Raymond McGinley. In breve, è un altro esercizio di perfezionamento, consolidamento e sostegno agli standard di scrittura mentre si guarda avanti con speranza e positività».

## Tracce
1. Foreign Land – 3:54
2. Tired of Being Alone – 4:43
3. I Left a Light On – 3:34
4. See the Light – 3:22
5. It's Alright – 3:48
6. Falling into the Sun – 3:13
7. Self-Sedation – 3:20
8. Middle of My Mind – 3:17
9. Back to the Light – 3:06
10. I Will Love You – 7:06